# Cuesta Santa Marta
Cuesta Santa Marta es una aldea española situada en la parroquia de Babío, del municipio de Bergondo, en la provincia de La Coruña, Galicia.

## Demografía
| Gráfica de evolución demográfica de Cuesta Santa Marta entre 2000 y 2018 |
|                                                                          |
| Datos según el nomenclátor publicado por el INE.                         |